# Reazione di accoppiamento di Sonogashira
La reazione di accoppiamento di Sonogashira è un accoppiamento ossidativo in grado di formare un legame fra due atomi di carbonio, dei quali uno alchinico e l'altro vinilico o arilico. La reazione è catalizzata dal palladio e dal rame, e necessita dell'aggiunta di una base, in genere un'ammina.
Questa trasformazione chimica prende il nome da Kenkichi Sonogashira, lo scienziato giapponese che per primo la sviluppò nel 1975.

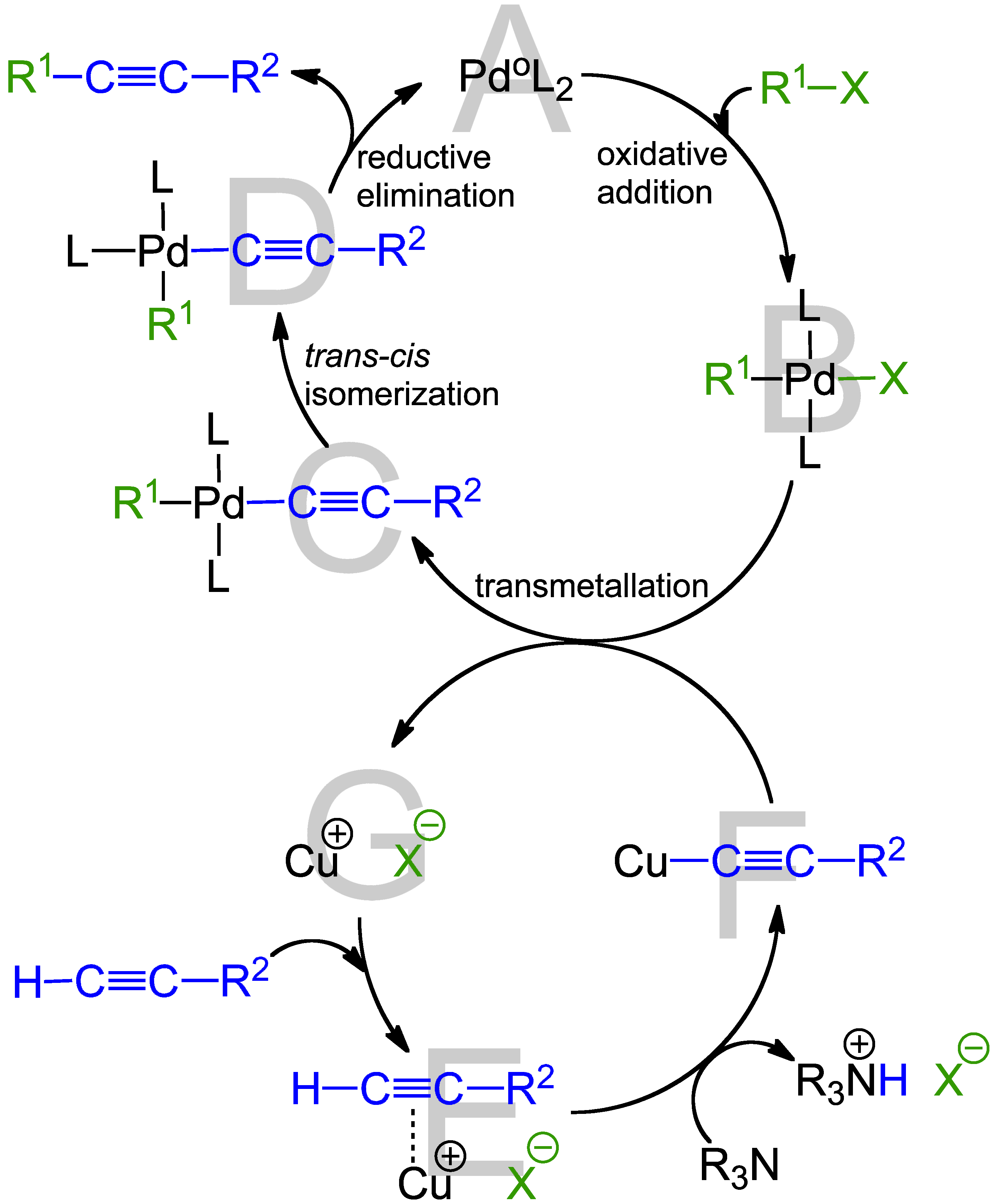
Ciclo catalitico per la reazione di accoppiamento di Sonogashira

## Meccanismo di reazione
Il ciclo catalitico della reazione di accoppiamento di Sonogashira è diviso in due elementi. Il primo è il ciclo che utilizza il palladio: il gruppo arilico o vinilico subisce un'addizione ossidativa, legandosi al metallo. Intanto, nel secondo ciclo, che interessa invece il rame, l'alchino viene reso più acido grazie alla donazione di elettroni sul metallo e la base può facilmente deprotonare il carbonio terminale. A questo punto avviene la transmetallazione, che porta ambedue i gruppi organici sull'atomo di palladio. L'eliminazione riduttiva forma il prodotto finale insieme ai catalizzatori iniziali che possono quindi compiere nuovamente il ciclo.
Dato che la presenza del rame può comportare la formazione di prodotti indesiderati per via dell'accoppiamento di Glaser fra due alchini, bisogna effettuare la trasformazione in un'atmosfera rigorosamente inerte (priva di ossigeno). Sono state inoltre sviluppate alcune varianti dell'accoppiamento di Sonogashira che non fanno uso del rame.

## Applicazioni
L'accoppiamento di Sonogashira è molto utilizzato nella sintesi organica, ed è stato effettuato con successo nella preparazione di molti prodotti naturali.